# 马埃斯特兰萨剧院
马埃斯特兰萨剧院（西班牙語：Teatro de la Maestranza）是一座歌剧院，位于西班牙塞维利亚哥伦布散步道（Paseo de Colón）22号。
剧院是1992年世界博览会的主要文化场地之一， 第一场演出是在1991年，世界博览会开幕前不久。剧院于2005年翻新。
虽然马埃斯特兰萨剧院主要上演歌剧， 也有查瑞拉歌劇（西班牙歌剧）和其他音乐的表演。
常驻乐团为皇家塞维利亚交响乐团（ROSS）， 艺术总监是佩德罗·哈夫特（Pedro Halffter）。 该剧院是皇家塞维利亚交响乐团的主要音乐会场地，也是马埃斯特兰萨剧院之友协会合唱团的所在地。
1992年7月16日，国立巴黎歌剧团在马埃斯特兰萨剧院演出威尔第的《奥泰罗》时，场景的一个悬浮平台倒塌在舞台上，导致合唱团的一名女性成员死亡，另有41人受伤，其中几人伤势严重。